# Блощицын, Владимир Александрович
Владимир Александрович Блощицын (1939, Гречаная Балка, Краснодарский край — 2 марта 2023) - советский партийный и государственный деятель. Председатель исполкома Евпаторийского горсовета (1985-1990). Почётный гражданин Евпатории (2004).

## Биография
Родился в 1939 году на хуторе Гречаная Балка Калининского района Краснодарского края. 
В 1956-1957 годах - маляр строительно-монтажного управления треста «Кустанайэлеваторсельстрой» № 2 города Кустанай, Казахская ССР. В 1959 году окончил Кустанайский строительный техникум.  В сентябре - ноябре 1959 года - мастер, в 1963-1965 годах - мастер, прораб строительно-монтажного управления № 3 треста «Кустанайстрой». В 1959-1962 годах служба в Советской Армии: радиотелеграфист, заведующий делопроизводством, командир хозяйственного взвода в/ч 42377, Уральский военный округ. 
В 1965-1968 годах инструктор Кустанайского горкома КП Казахстана. В 1971 году закончил Карагандинский политехнический институт. В 1971-1972 годах заведующий отделом строительства и городского хозяйства Кустанайского горкома . В 1968-1971 годах секретарь парткома треста «Кустанайстрой». В 1972-1977 годах первый заместитель председателя Кустанайского горисполкома. 1977 году Владимир Александрович вместе с семьей переехал в Евпаторию.
В июле - декабре 1977 года заместитель заведующего отделом коммунального хозяйства Евпаторийского горисполкома. В 1977-1980 годах инструктор промышленно-транспортного отдела Евпаторийского горкома КПУ. В 1980-1982 годах заместитель председателя, в 1982-1985 годах первый заместитель, в 1985-1990 годах председатель Евпаторийского городского исполкома. С марта 1990 по апрель 1994 года начальник Управления капитального строительства Совета Министров Крыма. С апреля 1994 года заместитель председателя АО "Крымтур" в Симферополе. На пенсии.
Умер 2 марта 2023 года.

## Награды
- медаль «Ветеран труда» (1983),
- Почетный гражданин Евпатории (8 ноября 2004) За выдающиеся личные заслуги перед городом Евпаторией по защите интересов территориальной громады, внедрение социально-экономических программ развития города, многолетнюю активную профессиональную деятельность
- благодарность представителя Президента Украины в АРК (2008)[1].